# Cestidae
Famille
Les Cestidae sont une famille d'animaux marins, des cténophores de l'ordre des Cestida.

## Liste des espèces
Selon ITIS et NCBI :
- genre Cestum Lesueur, 1813
  - Cestum veneris Lesueur, 1813
- genre Velamen Krumbach, 1925
  - Velamen parallelum (Fol, 1869)